# Sisu Auto
Sisu Auto ist ein finnischer Hersteller von schweren Lastkraftwagen. Seinen Namen erhielt das Unternehmen nach dem finnischen Wort sisu, das in etwa „Kraft“, „Beharrlichkeit“ oder „Ausdauer“ bezeichnet und in Finnland ein wichtiges identitätsstiftendes Konzept ist. In Mitteleuropa sind Sisu-Lkw kaum anzutreffen. Der vornehmliche Markt liegt in Skandinavien und Russland. Außerdem unterhält Sisu noch eine militärische Sparte (Sisu Defence), die taktische Fahrzeuge herstellt.

## Geschichte
Die Firma Sisu wurde 1931 von Tor Nessling gegründet. 1943 wurden der Firma Yhteissisu auf Initiative der finnischen Armee für 5 Jahre die Lizenzrechte zur Sisu Produktion übertragen, um die Lkw-Produktion während des Krieges zu sichern. 1948 trennten sich die beiden Unternehmen wieder. Ab den 1950er Jahren wurden Leyland-Motoren verwendet, in den 1970er Jahren kamen Rolls-Royce-Motoren dazu. Als 1974 der finnische Staat neuer Mehrheitseigentümer wurde, wurden die Motoren nach und nach durch Cummins-Motoren ersetzt. 1997 wurde eine Vereinbarung über die Zusammenarbeit mit Renault Trucks getroffen. Im selben Jahr erwarb Partek die Mehrheitsbeteiligung an Sisu. Die Dieselmotoren stammten in der Regel von Renault oder Caterpillar. 2002 wurde Partek, und somit auch Sisu, an das Unternehmen Kone verkauft. Da das Lkw-Geschäft nicht zum Firmenprofil des neuen Eigentümers passte, wurde Sisu an eine finnische Investment-Gruppe verkauft, die eine neue Holding mit dem Namen Suomen Autoteollisuus Oy gründete. Seitdem ist Sisu mit privatem Kapital wieder nur in Finnland beheimatet. Seit Dezember 2010 arbeitet Sisu eng mit der Daimler AG zusammen. So werden in den aktuellen Modellreihen Timber und Rock Fahrerhaus, Getriebe und Motoren aus der aktuellen Mercedes-Benz Actros-Serie verbaut. Sie erreichen eine Leistung von 350 bis 440 kW.
Von 2006 bis 2010 vertrieb die Firma Schuller im niederbayerischen Mengkofen die Sisu-Lkw in Deutschland. In der Schweiz wurden Sisu-Lkw von der Firma Windlin in Kriens vertrieben.

## Modelle
Die aktuell produzierten Modelle sind fettgedruckt.

### Lkw
S-321 1932 • S-322 1932 • S-341 1933 • SO-2 1934 • SO-3 1934 • SO-1K 1934 • SH-1 1935 • SH-2 1935 • SH-3 1935 • SH-4 1935 • SH-6 1936 • SH-9 1938 • SH-12 1938 • SH-15 1939 • SB-18 1939 • SB-20 1939 • SH-12 1940 • SB-19 1940 • S-21 1943 • S-22 1944 • K-23 1949 • S-25 • K-25 1951 • K-28 1951 • B-56 1951 • KB-27 1952 • K-29 1952 • K-30 1953 • K-31 1953 • K-33 1953 • SH-1/53 1953 • KB-24 1955 • K-26 1955 • K-32 1955 • K-34 1955 • K-36 1955 • K-38 1955 • K-41 1957 • K-43 1957 • K-37 1958 • K-39 1958 • K-40 1959 • K-44 1959 • KB-47 1959 • KB-48 1959 • K-35 1960 • K-108 1960 • K-50SS 1961 • KB-107 1961 • KB-124 1961 • KB-102 1962 • KB-112 1962 • K-138 1963 • K-134 1963 • K-143 1963 • K-42 1964 • KB-45 1964 • KB-117 1964 • K-137 1964 • K-145 1965 • K-148 1965 • K-142 1966 • K-149 1966 • K-124 1967 • K-131 1967 • U-131 1967 • K-132 1967 • K-136 • U-132 1967 • U-138 1967 • U-139 1967 • K-141 1967 • K-144 1967 • KB-46 1968 • KB-121 1968 • U-135 1968 • U-137 1968 • UM-138 1968 • UP-138 1968 • L-139 1968 • L-132 1969 • LP-138 1969 • LM-138 1969 • MS-162 1969 • A-45 1970 • AH-45 1970 • L-131 1970 • LV-132 1970 • L-137 1970 • R-141 1970 • R-142 1970 • R-148 1970 • R-149 1970 • M-162 1970 • R-145 1971 • M-161 1971 • R-143 1972 • LV-131 1973 • LV-139 • M-163 1973 • SB-171 • SN 171 • R-144 1976 • AS-45 1977 • SB-127 1977 • R-146 1978 • MA-162 1978 • M-168 1978 • L-135 1979 • SB 140 1979 • MI-161 1979 • MI-162 1979 • MK-162 1979 • RR-143 1980 • SB 150 1980 • SK 150 1980 • SK 170 • SA-150 1982 • SC 150 1982 • SD 150 • SR 220 1982 • SR 280 1982 • SM 220 1983 • SM 280 1983 • SA-180 1983 • SR 312 • SRH 300 • SRH 450 • SL 170 1983 • SL 171 • SM 242 • SL 190 1983 • SL 210 1983 • SA-240 1984 • SK 190 1984 • SK 210 1984 • SM 260 1984 • SM 300 1984 • SM 320 1984 • SR 260 1984 • SR 300 1984 • SR 320 1984 • SM 332 • SN 220 • SN 260 • SA-110 1986 • SK 171 • SA-170 1987 • SK 250 1988 • SL 250 1988 • SM 340 1988 • SR 340 1988 • SA-130 1989 • SA-241 1990 • SK 181 1990 • SL 181 1990 • SM 270 1990 • SR 270 1990 • SA-151 1991 • SA-210 1992 • SK 242 • SK 192 1993 • SK 262 1993 • SM 282 1993 • SM 372 1993 • SR 282 1993 • SR 372 1993 • SK 283 1995 • SM 283 1995 • SM 313 1995 • SM 353 1995 • SM 393 1995 • SR 313 1995 • SR 353 1995 • SR 393 1995 • E11 1996 • E11T 6×6 1998 • E14 1996 • E12 1997 • Sisu Premium 385 1997 • E11T 8×8 2001 • E18 2004 • E12M 2005 • E13 2005 • E13TP 2007 • E15TP 2007 • A2045 2008 • DK12M 2011 • DK16M 2011

### Busse und Busfahrgestelle
S-323 1932 • S-342 1934 • SO-4 1934 • SH-4L 1935 • SH-2L 1936 • SH-3L 1936 • SH-5 1936 • SH-7 1936 • SJ-10 1936 • SH-1B 1937 • SHD-5 1937 • SH-8 1938 • SH-10 1938 • SH-80 1938 • SHDRXB-101 1938 • SB SBD-10 1939 • S-15 1942 • LG-50 1946 • LG-51 1947 • LH-51 1948 • B-52 1948 • L-54 1949 • L-60 1951 • L-61 1951 • B-62 1951 • B-55 1952 • B-64 1952 • B-66 1954 • B-67 1954 • B-68 1954 • B-72 1956 • B-73 1956 • B-63 1957 • B-74 1957 • B-70 1959 • B-75 1961 • B-76 1962 • B-77 1962 • B-57 1963 • B-79 1963 • B-63 1964 • B-80 1964 • B-65 1965 • B-83 1966 • B-53 1967 • B-58 1967 • B-78 1967 • B-84 1968 • BT-59 1970 • BK-84 1970 • BE-91 1970 • BT-53 1971 • BT-58 1971 • BT-69 1972 • BH-90 1976 • BK-87 1977 • BT-71 1979 • SWS 1979 • BT-190 1980 • BK-150 • BK-160 • BK-200 • BK-155

### Autokrane
T-2SA 1961 • MSV-1 1964 • T-2SD 1965 • T-4SE 1966 • T-6BG 1968 • T103 • T109 1974 • T-108

### Terminal-Zugmaschinen
T-9SV 1969 • T-10 1971 • TV-10 1971 • TV-12 1974 • T-13 1977 • TR 150 1979 • TR 200 1980 • TT 125 • TR 160 • TR 180

### Militärfahrzeuge, andere als Lastwagen
XA-180 1983 • NA-140 1986 • NA-110 • NA-123 • RA-140 DS 1994

### Andere Fahrzeuge
SH-500 1941 • JA-6 1963 • JA-7 1965 • T-8BG 1968

## Galerie

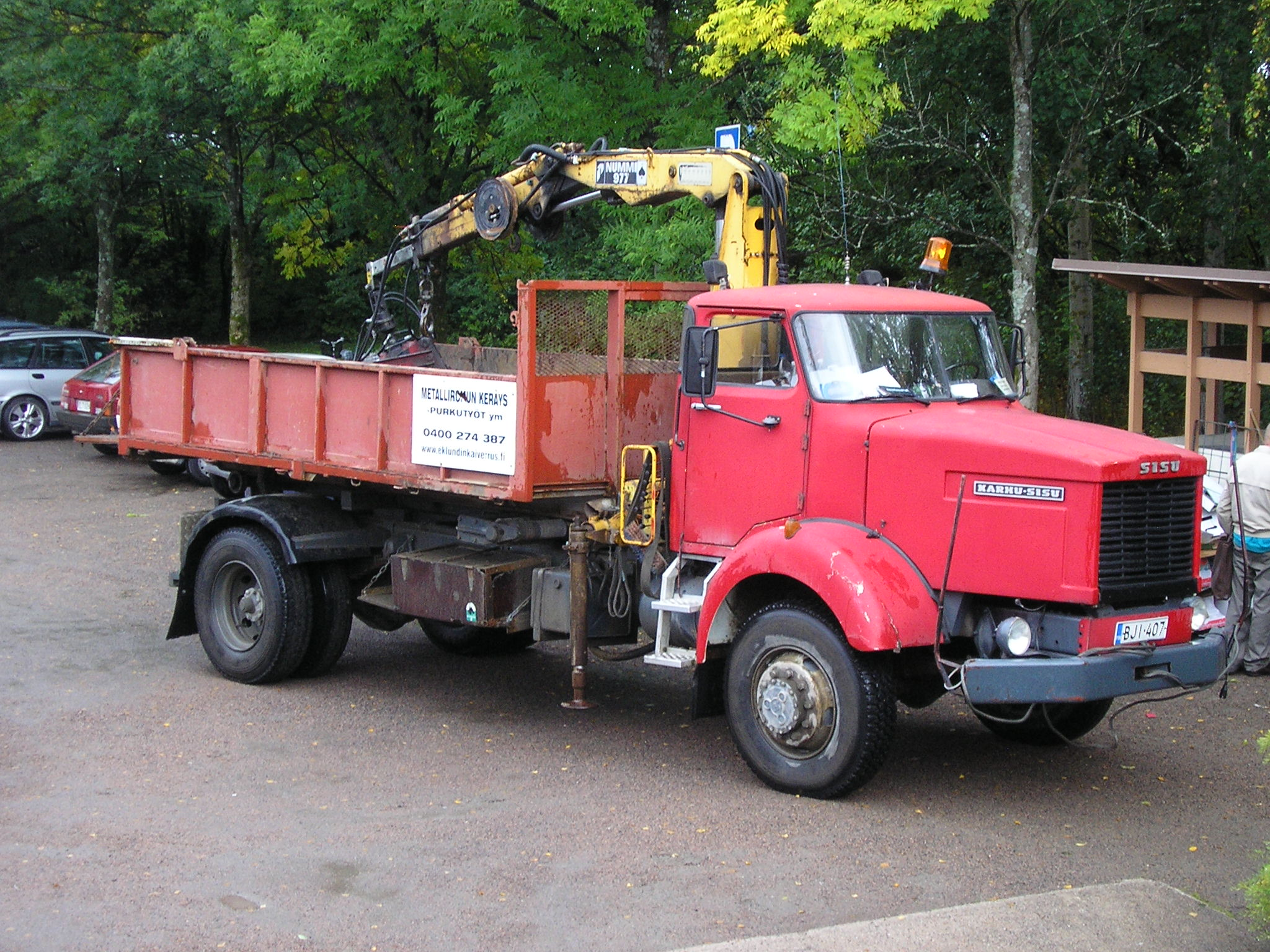
Karhu-Sisu
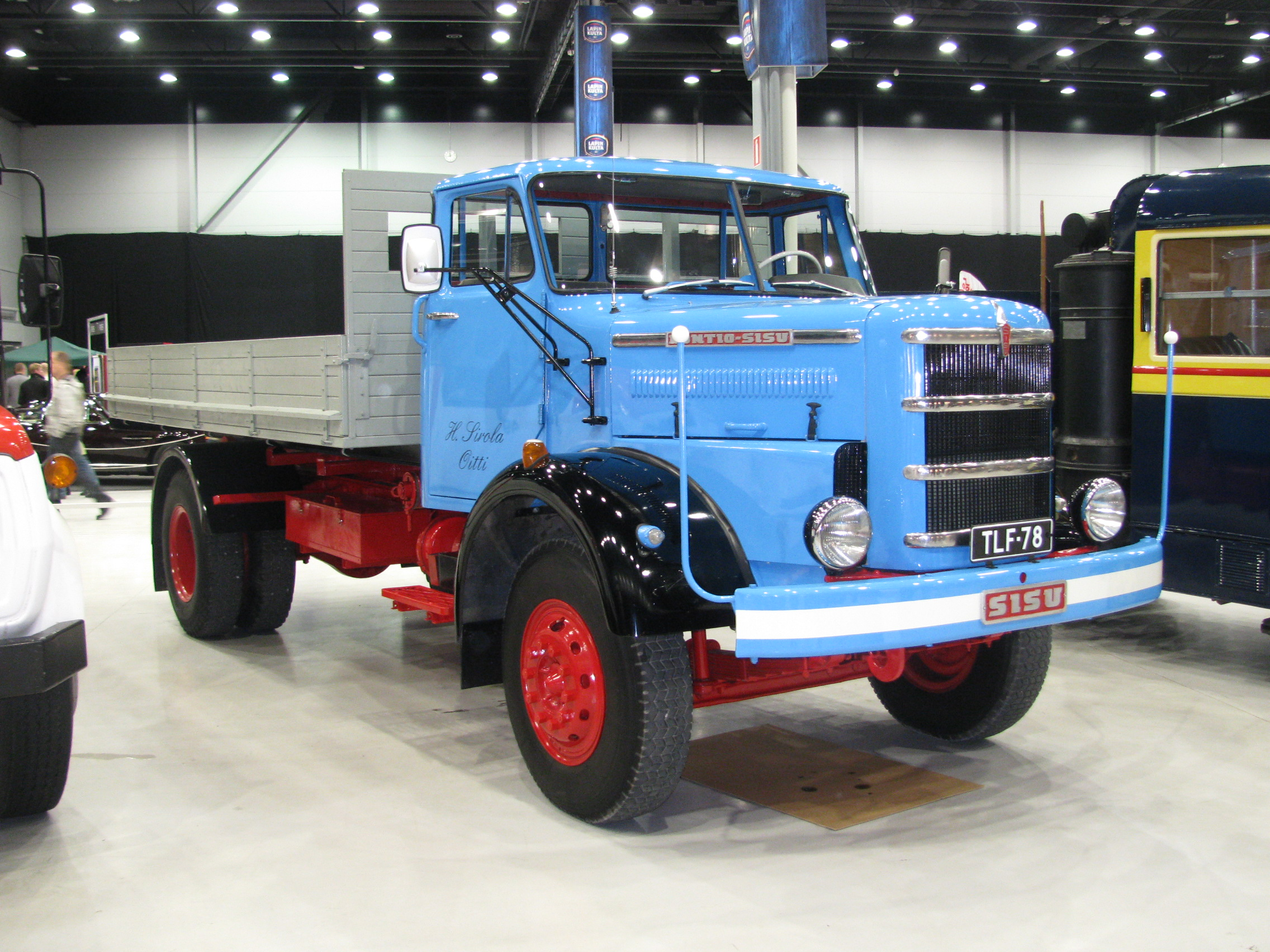
Kontio-Sisu
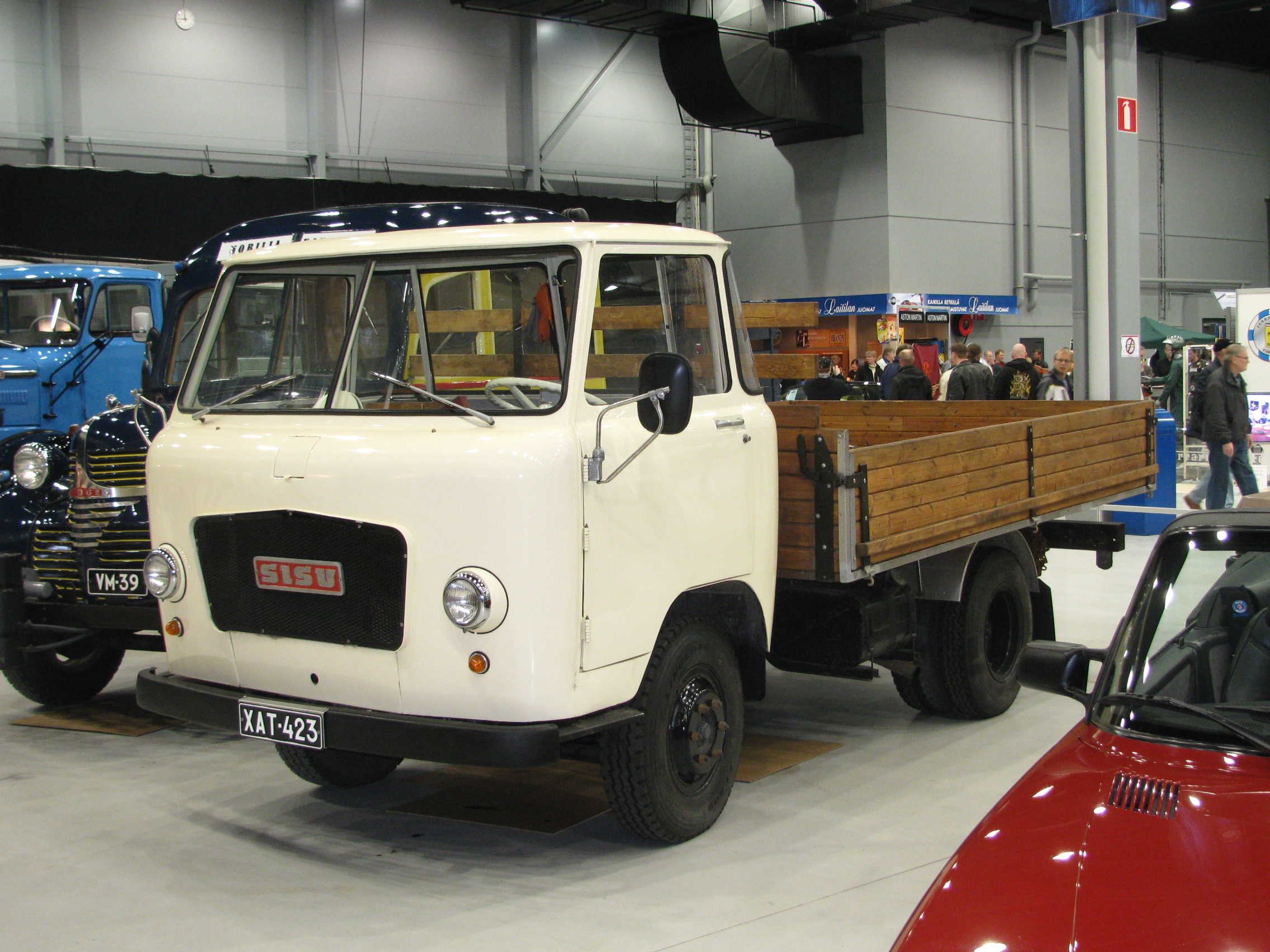
Nalle-Sisu
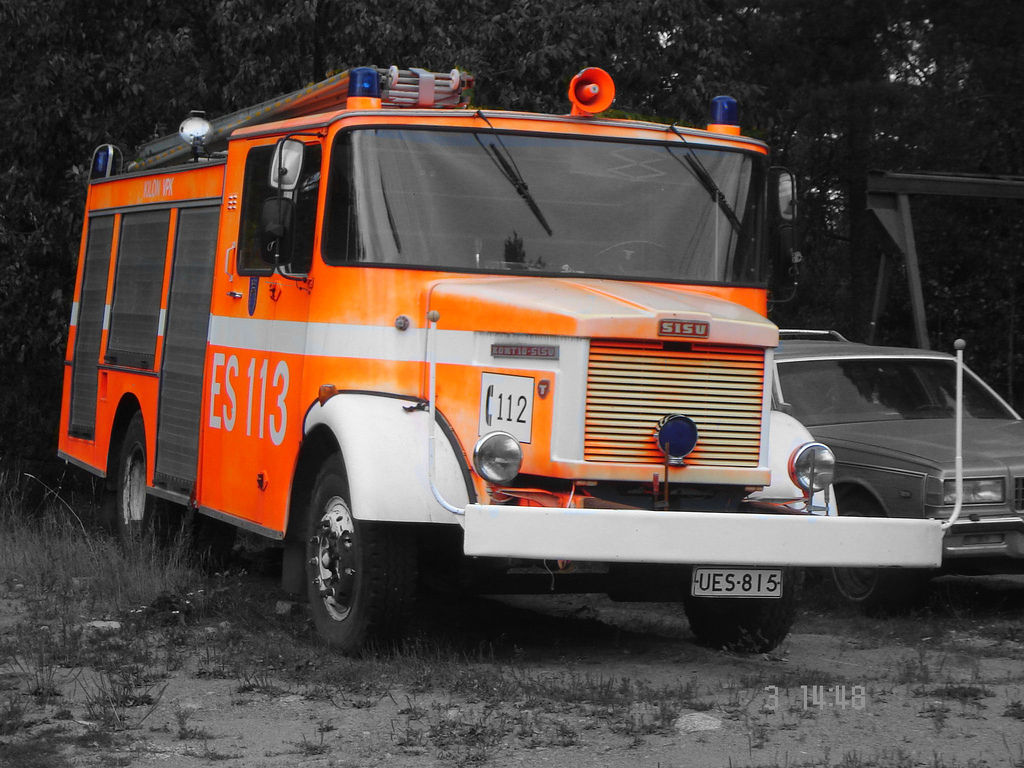
Kontio-Sisu Feuerwehr
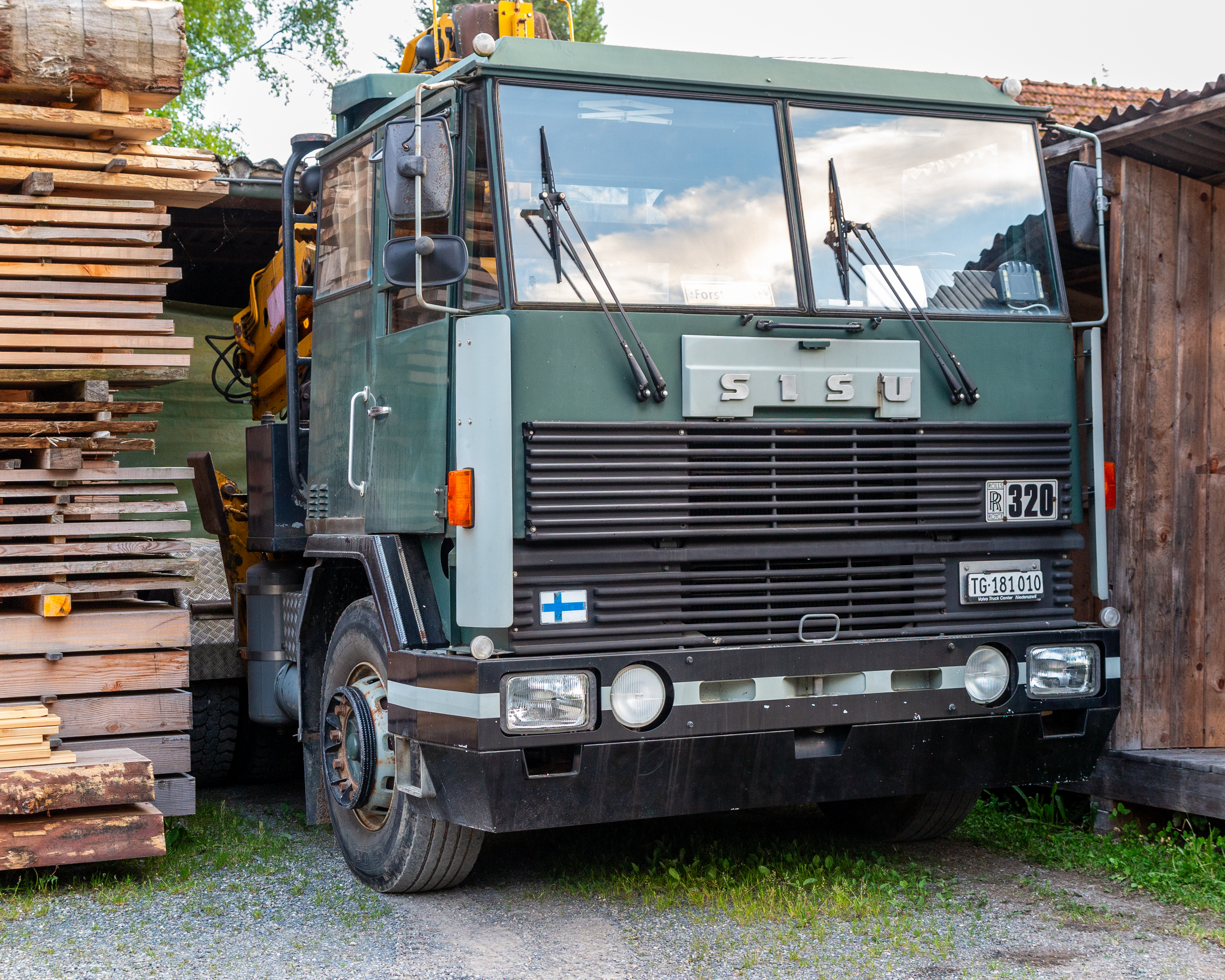
SISU M-162 mit Rolls-Royce Motor
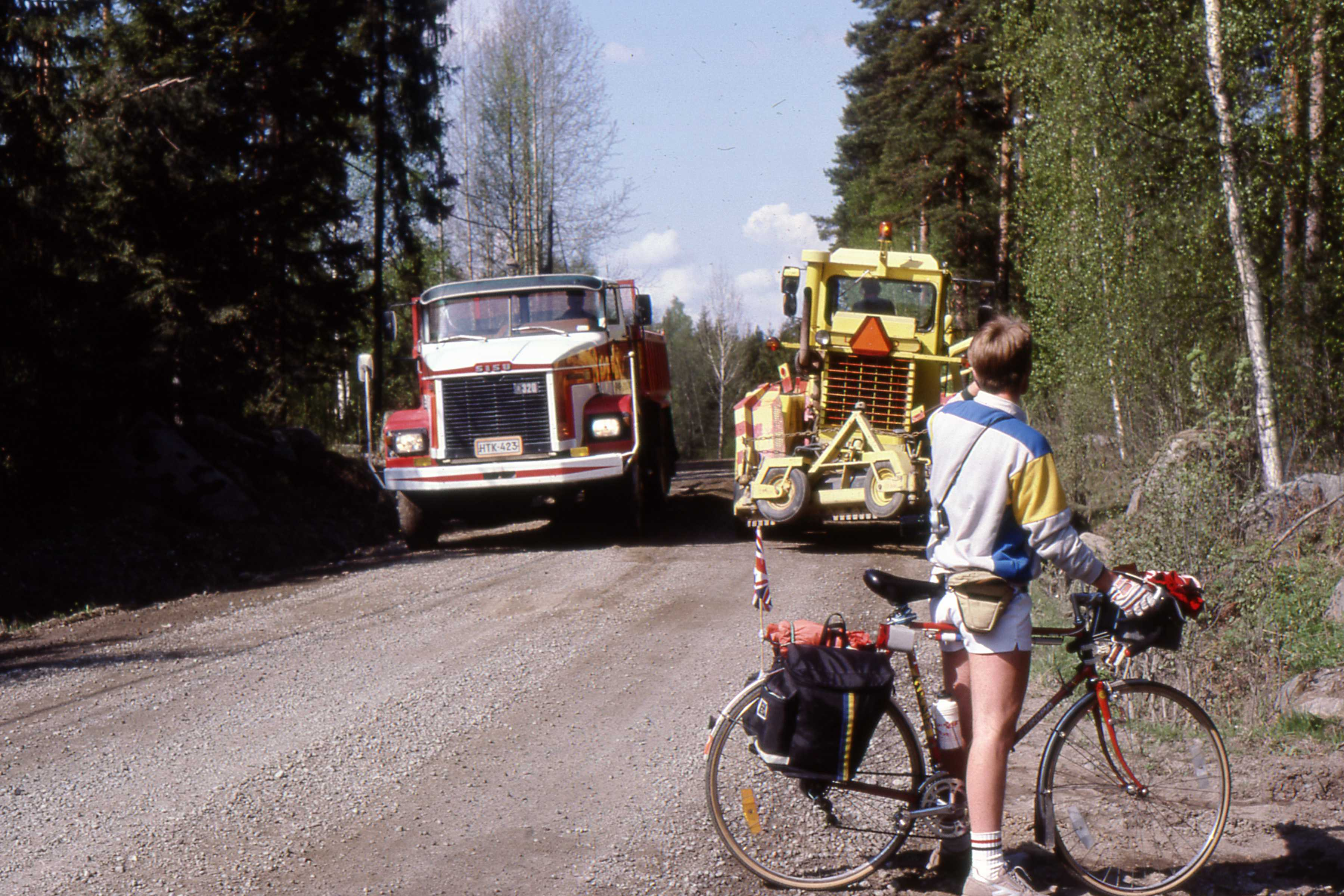
Sisu 1987
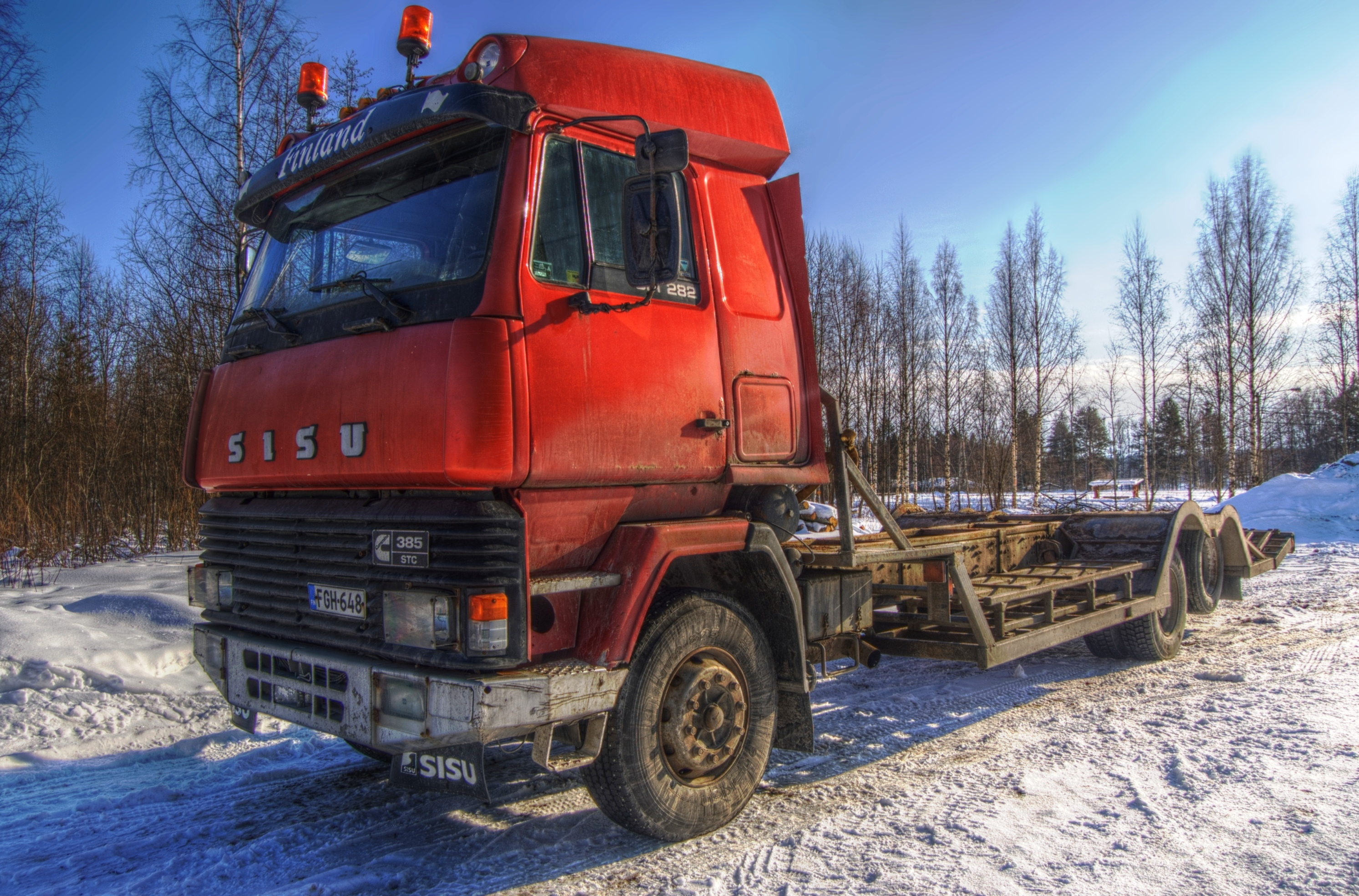
Sisu mit Cummins Motor
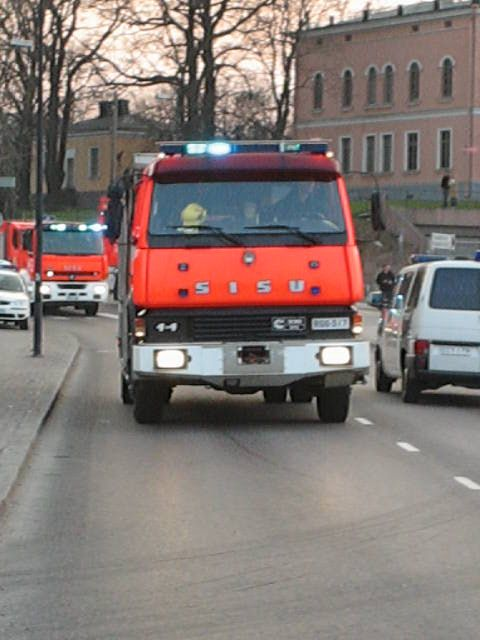
Sisu Feuerwehr
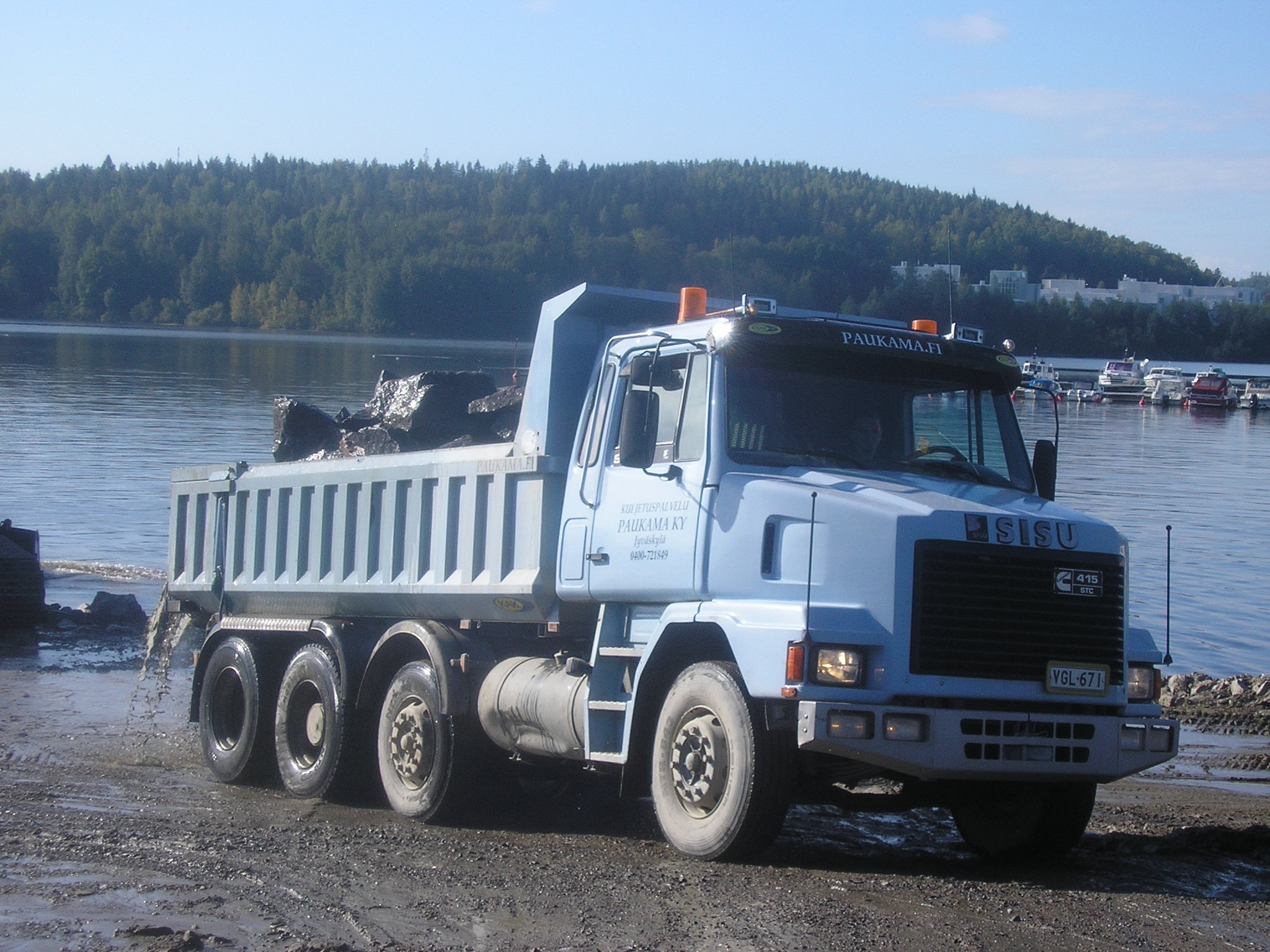
Sisu Kipper
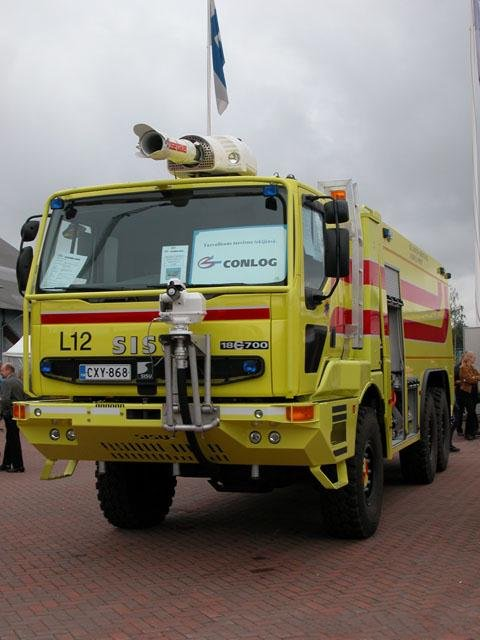
Sisu Flughafenfeuerwehr
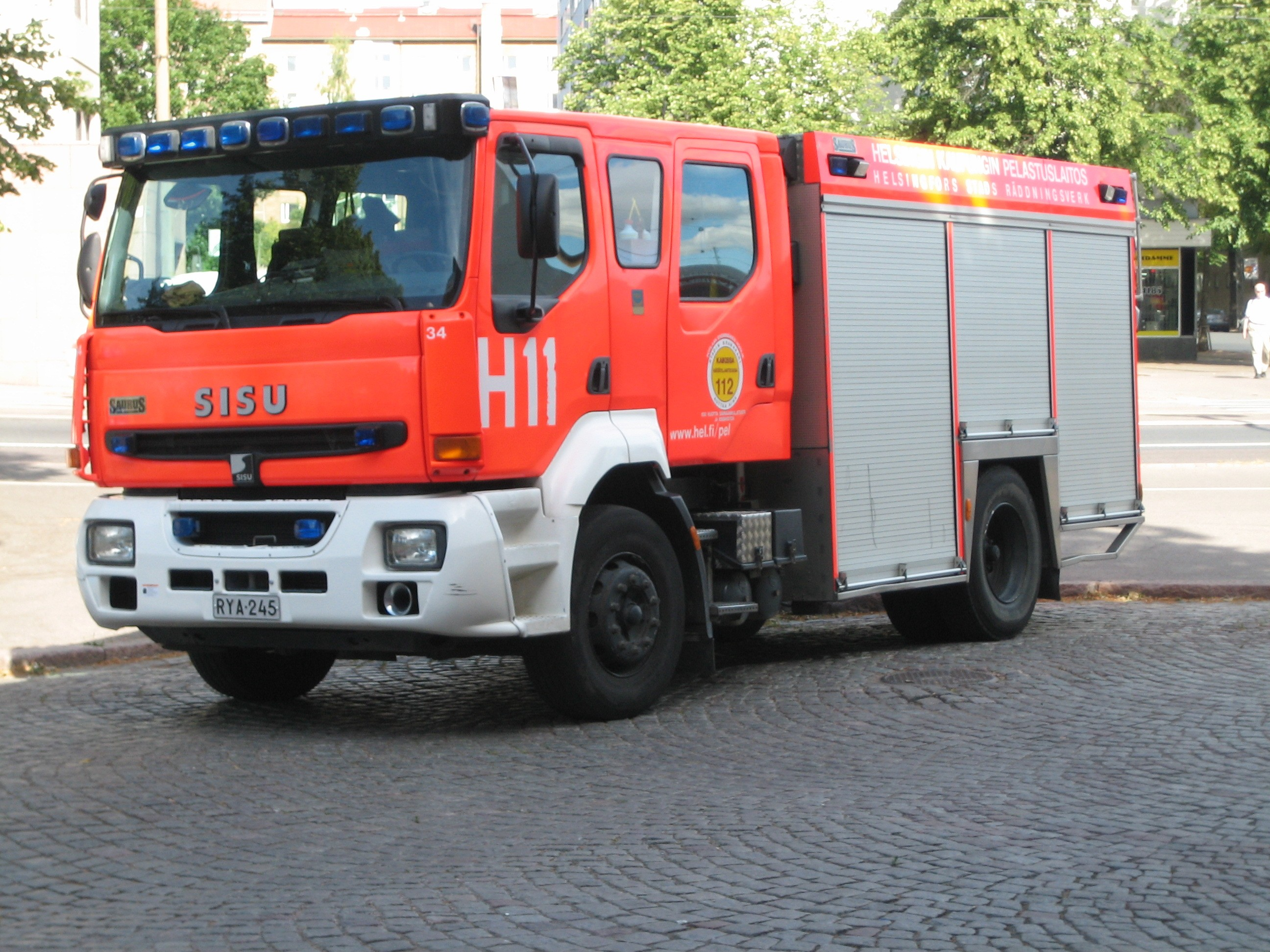
Sisu Feuerwehr
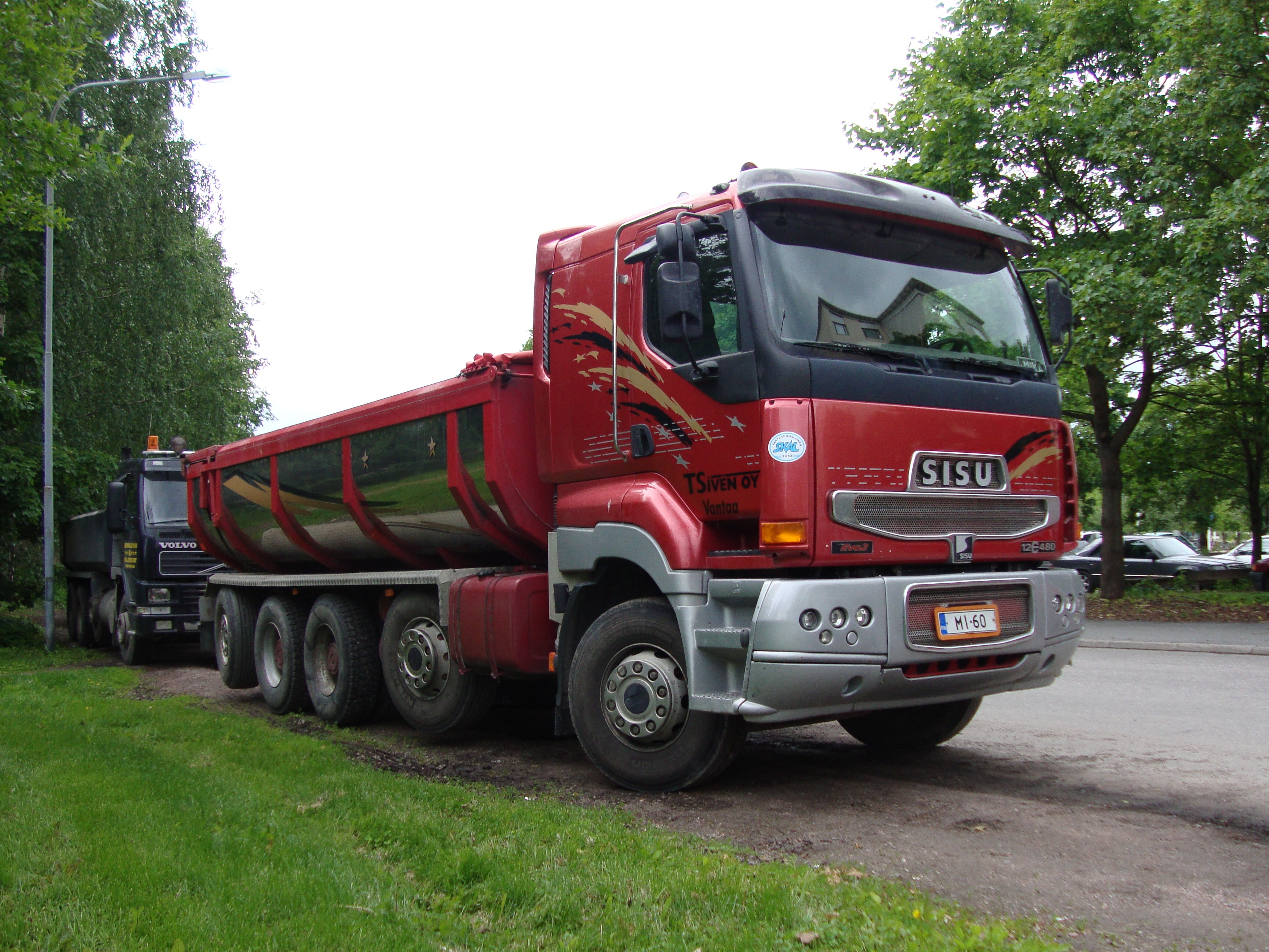
Sisu Kipper
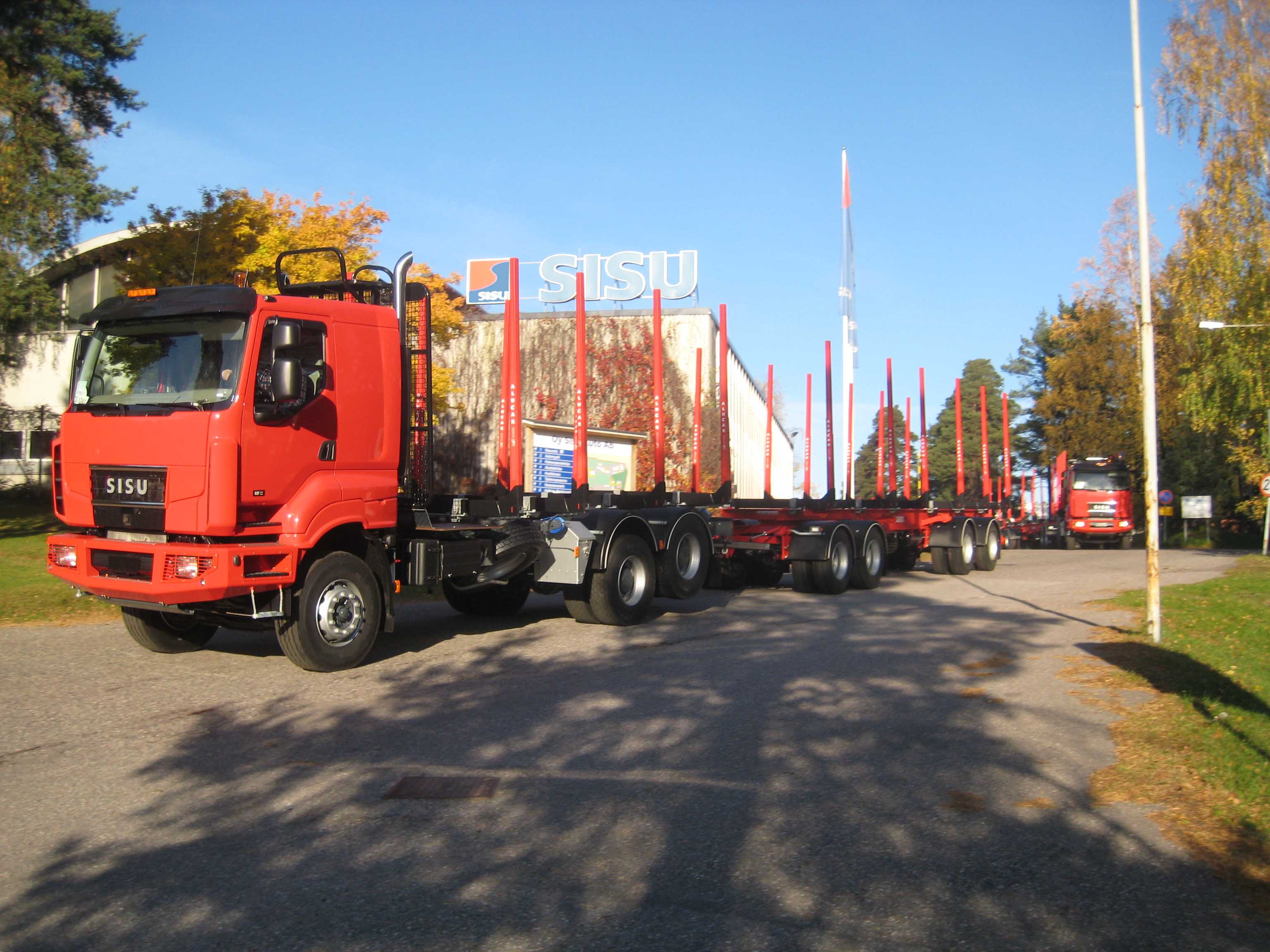
Sisu Timber
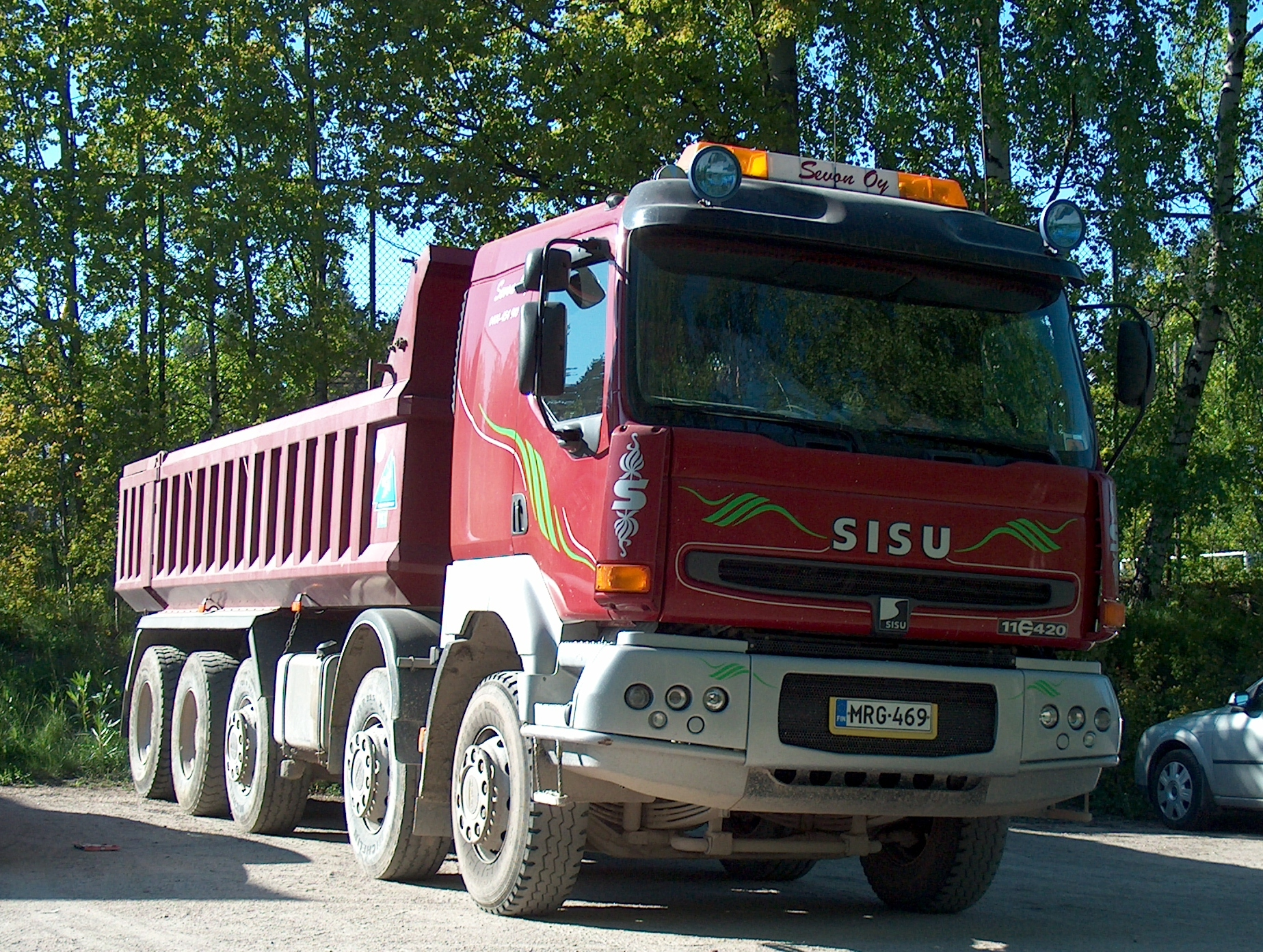
Sisu
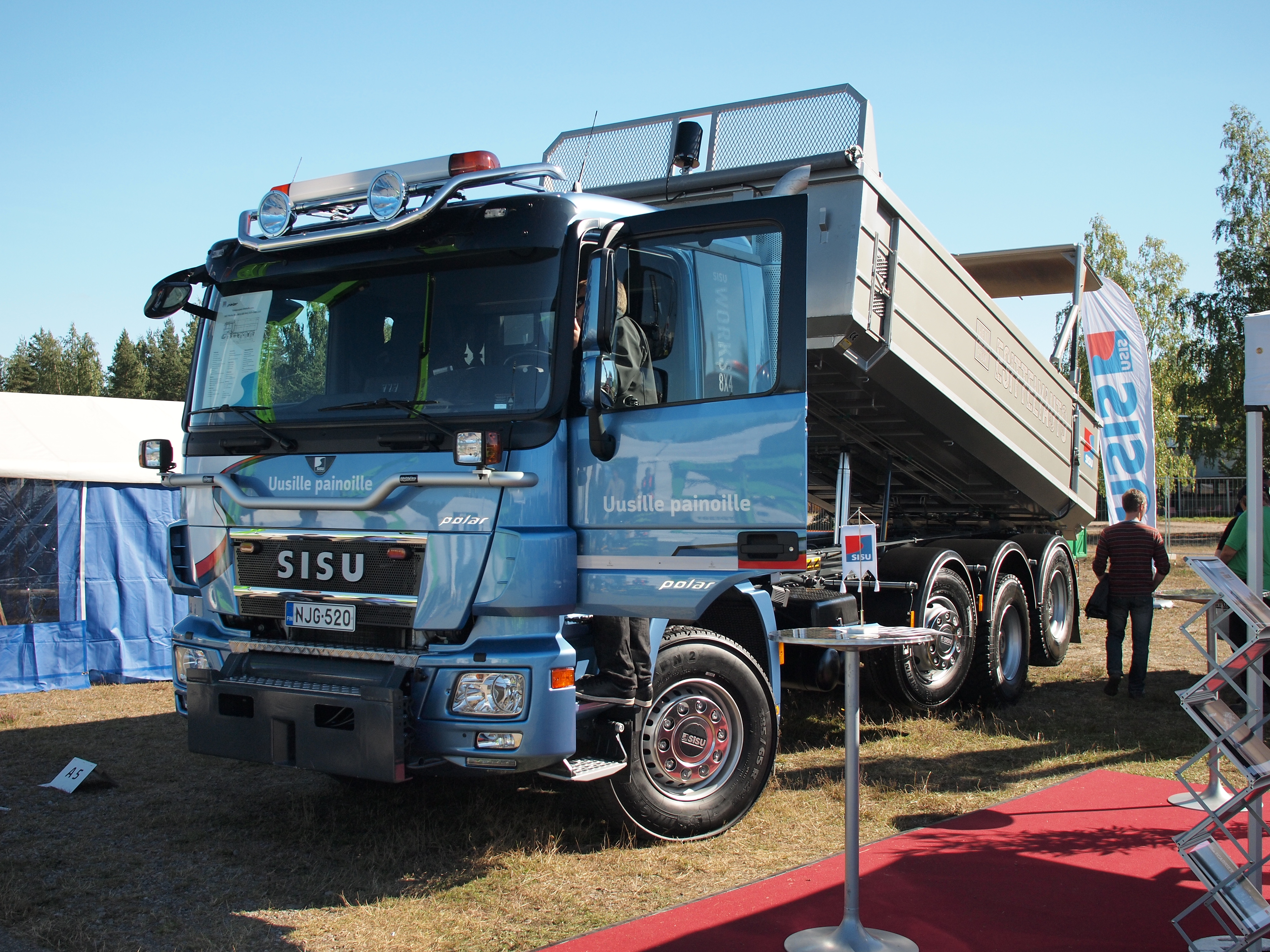
Sisu Polar Works
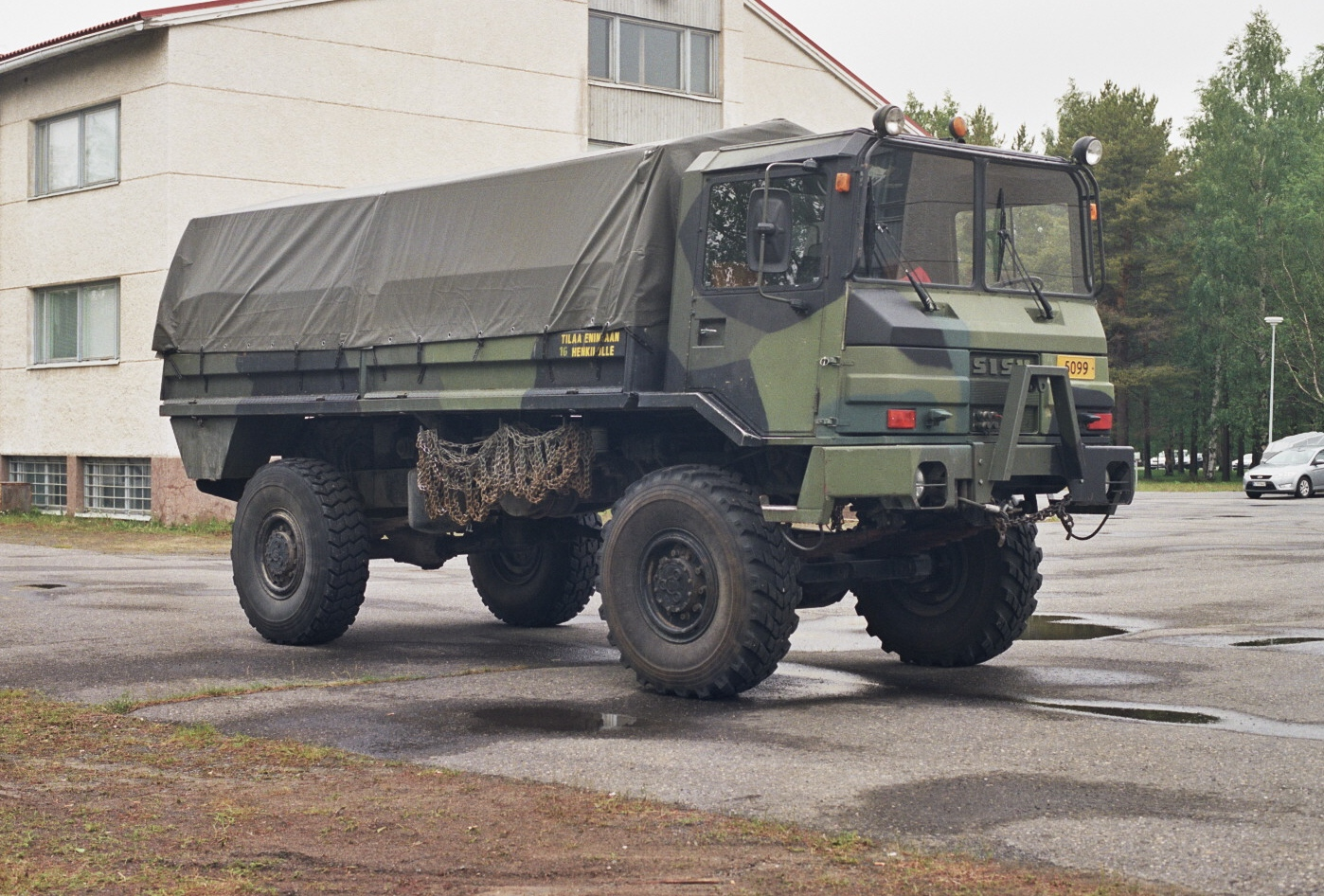
Sisu SA-150
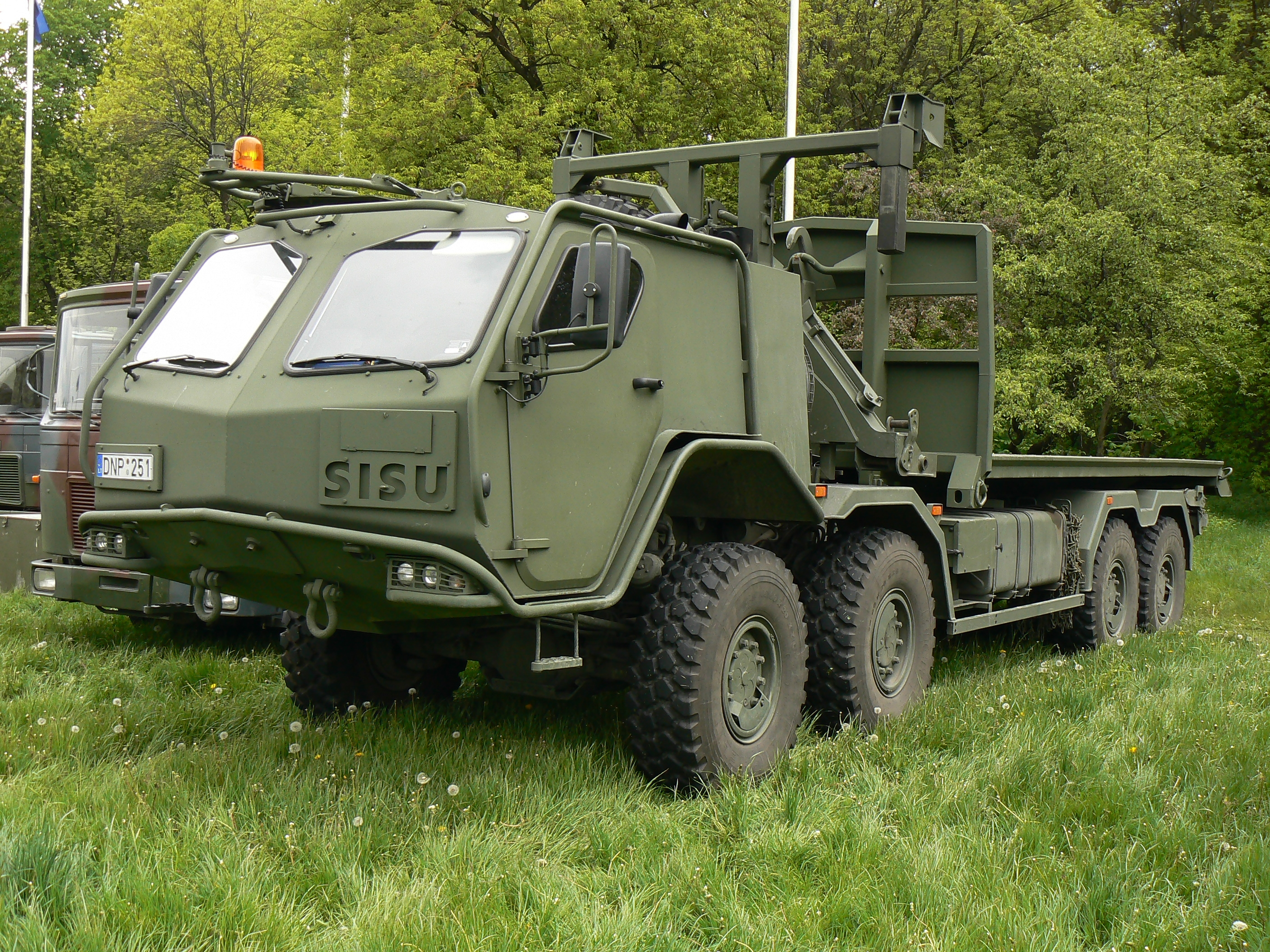
Sisu E13TP 8x8
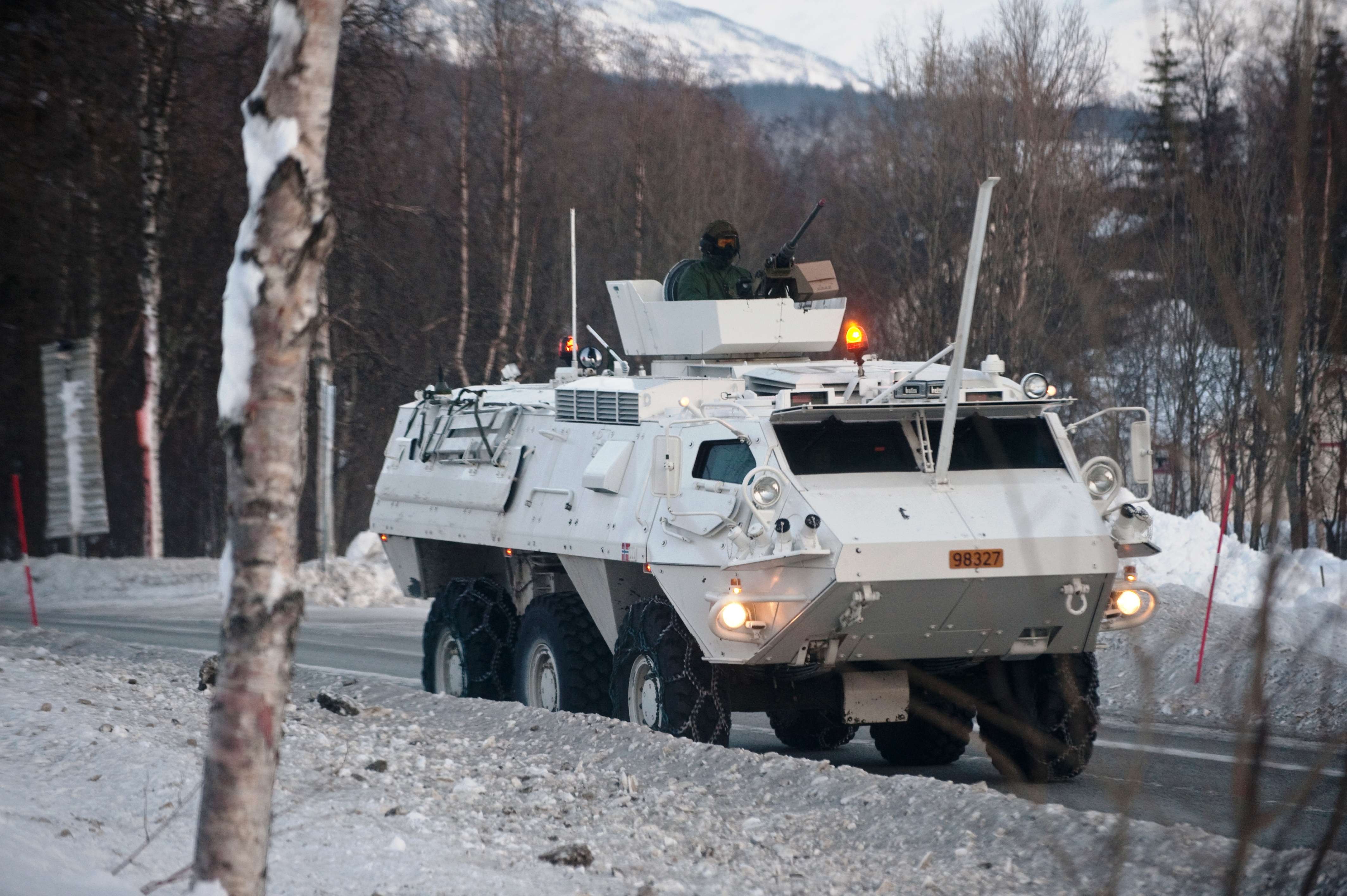
Sisu/Patria XA
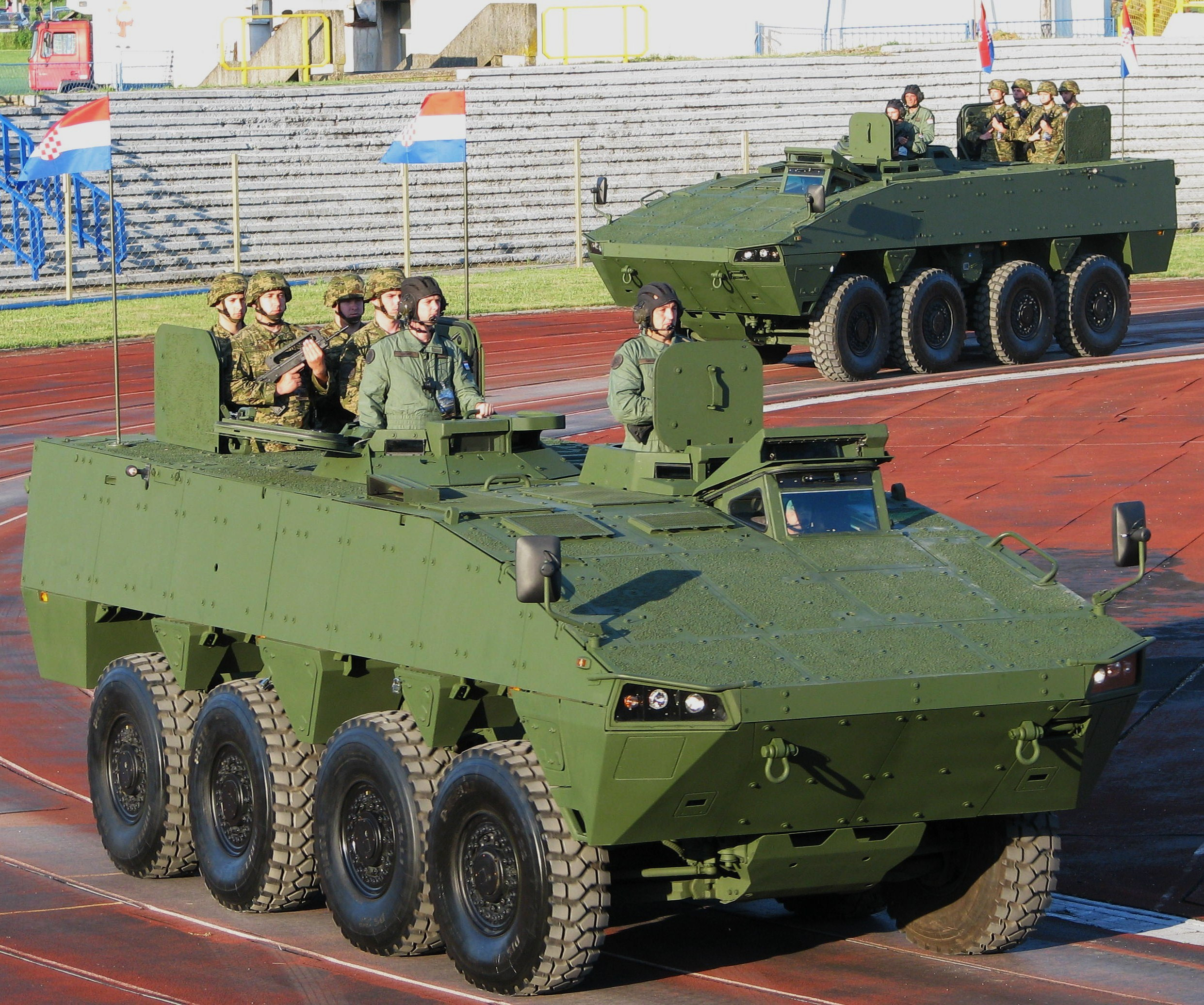
Sisu/Patria XA für Kroatien
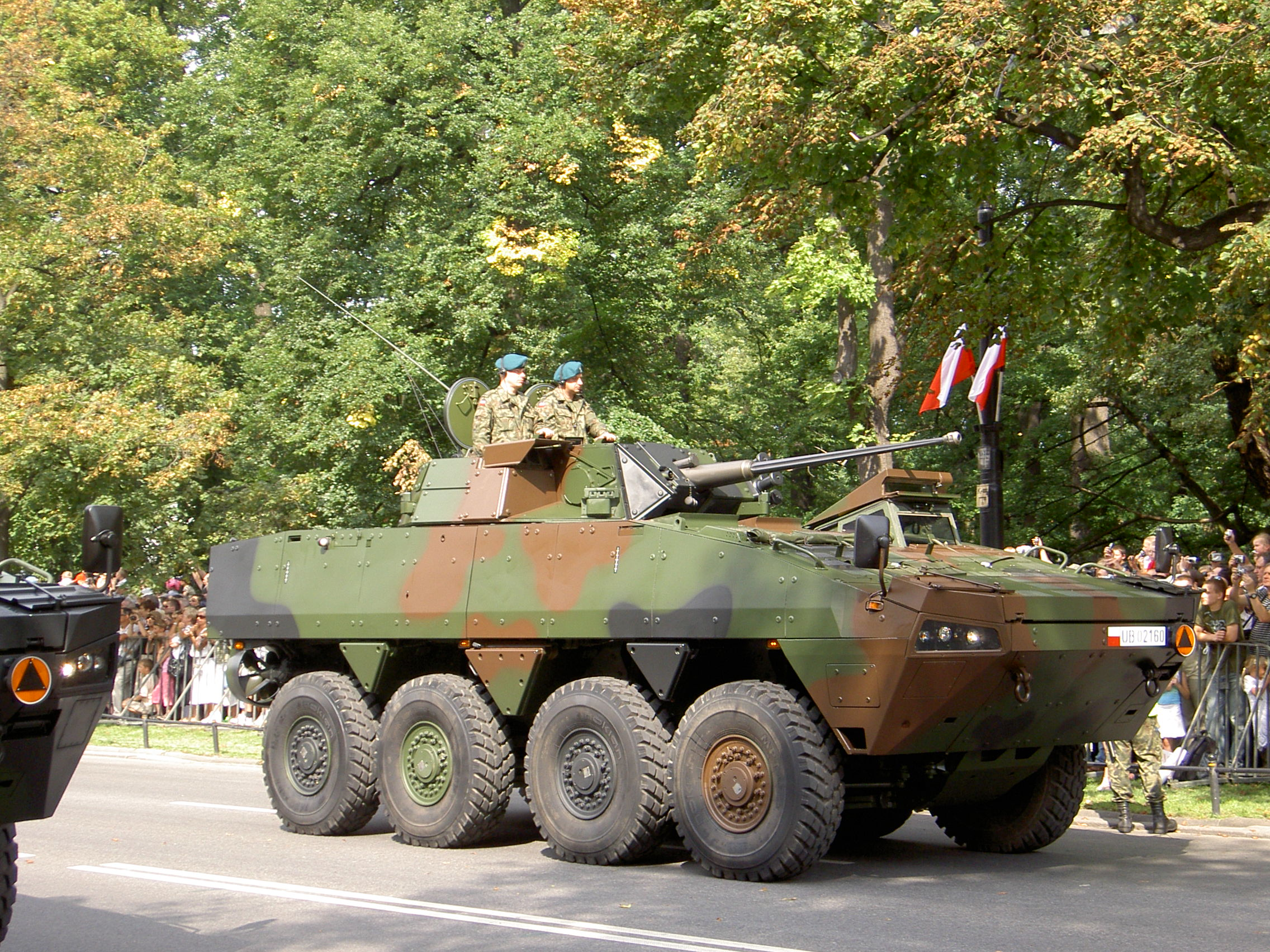
KTO Rosomak für Polen
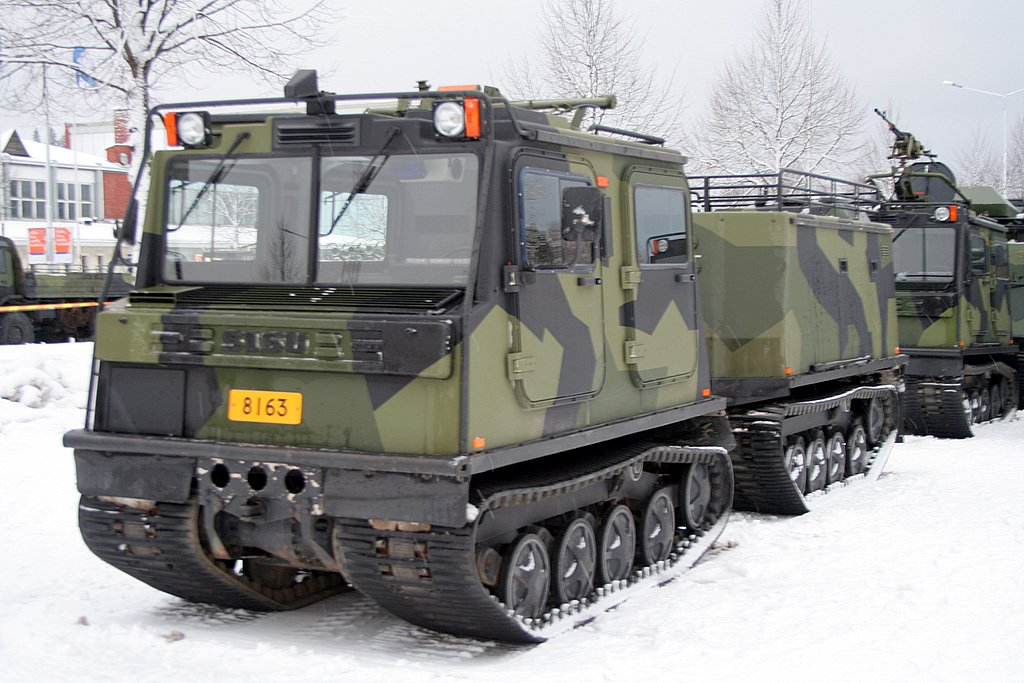
Sisu Nasu